# Camponotus subtilis
Camponotus subtilis är en myrart som först beskrevs av Smith 1860.  Camponotus subtilis ingår i släktet hästmyror, och familjen myror. Inga underarter finns listade.